# Lestes minutus
Lestes minutus är en trollsländeart som beskrevs av Selys 1862. Lestes minutus ingår i släktet Lestes och familjen glansflicksländor. Inga underarter finns listade i Catalogue of Life.